# Citroën B2
Pour les articles homonymes, voir B2.
La Citroën 10 HP Type B2 est le second modèle d'automobile du constructeur Citroën construit par André Citroën entre mai 1921 et juillet 1926.

## Historique
En juin 1921, la Citroën 10 HP Type B2 est le développement logique de la Citroën Type A qu'elle remplace. Elle est dotée du moteur plus puissant de la Type A Spécial, 4 cylindres de 1 452 cm3 développant 20 - 22 ch pour 72 km/h avec une consommation de 8 l d'essence aux 100 km et d'une boîte 3 rapports non synchronisés. Elle se fait rapidement une réputation de robustesse et d'économie.
Elle est fabriquée dans l'usine historique Citroën du quai de Javel dans le 15e arrondissement de Paris renommé depuis quai André-Citroën à raison de 200 modèles par jour en 1925, avec 25 carrosseries différentes, la fabrication est en grande série comme les Ford T dont André Citroën est allé étudier personnellement le mode de fabrication Taylorisme durant un voyage chez Ford pendant la guerre à Détroit aux États-Unis.
Elle est commandée en grandes quantités par les Armées françaises, comme voiture de liaison.
La version B10, lancée en 1925, sera la première voiture à être fabriquée avec une carrosserie "tout acier".
Elle est suivie par la Citroën B10 en 1924, puis la Citroën B12 en 1925, jusqu'à atteindre la production de 400 véhicules par jour en 1928, soit un tiers de la production d'automobile française d'alors.
L'usine historique du Quai de Javel 1915 - 1975 sera détruite après le départ de Citroën et a été remplacée par le Parc André-Citroën.

## Carrosseries
| B2 Limousine | B2 Torpedo | B2 Sport Caddy | B2 commerciale |
| ------------ | ---------- | -------------- | -------------- |
|              |            |                |                |

### B2 Sport Caddy
Citroën sortit une série « B2 Sport Caddy » avec un moteur poussé à 22 ch et une carrosserie dessinée par Labourdette dont la calandre était en pointe. (voir photo)

## Raid automobile
Ce sont les caisses de Citroën B2 qui servirent de base aux autochenilles de la traversée du Sahara en 1922 et de la croisière noire entre 1924 et 1925.

## Classement dans le système fiscal et assurantiel français
Comme sa devancière, la voiture était une 10 CV.